# Maquereau tacheté
Scomber australasicus
Espèce
Statut de conservation UICN

 LC  : Préoccupation mineure
Le maquereau tacheté ou blue mackerel en anglais (Scomber australasicus) est une espèce de poissons marins de la famille des Carangidae  et de la sous famille des Scombridae qui se trouve dans les eaux tropicales et subtropicales de l'océan Pacifique et de l'océan Indien.

## Étymologie
En grec, Scomber signifie thon ou maquereau . Le nom australasicus vient du latin en référence à sa distribution dans le sud .

## Description
Scomber australasicus mesure en moyenne 30 cm et peut aller jusqu'à 44 cm . Il pèse jusqu'à 1,4 kg. 
Cette espèce possède entre 10 et 13 épines dorsales; elle a 12 rayons mous dorsaux et 12 rayons mous anaux; et possède 31 vertèbres . Son appareil respiratoire est composé de 25 à 35 branchies .
Le dos est bleu-vert  avec des lignes obliques et étroites et des lignes réticulées sombres qui zigzaguent et ondulent, le ventre est blanc nacré et marqué de fines lignes brisées ondulées . Les lignes réticulées sombres deviennent de moins en moins visible à mesure que le poisson vieillit . Il n'a pas un corselet bien développé mais il est recouvert de petites écailles. Son corps est fusiforme avec deux nageoires dorsales largement séparées. La deuxième nageoire dorsale et la nageoire anale sont suivies d'épines. L'origine de la nageoire anale est nettement plus postérieure que celle de la nageoire dorsale. L'épine de la nageoire anale est séparée de celle-ci. Il ne possède pas de vessie natatoire. Il a le nez pointu . Il a un processus inter-pelvien petit et unique. Les yeux ont des paupières adipeuses qui laissent une fente verticale sur les pupilles. La mâchoire est constituée de petites dents coniques.

## Habitat et distribution
Le maquereau tacheté est un poisson marin qui se trouve de 87 à 200 m de profondeur . Ses zones de distribution sont les eaux subtropicales des océans Pacifique et Indien (43 °N - 50 °S, 32 °E - 112 °W) . 
Il vit dans les eaux côtières de l'ouest de la région Indo-Pacifique, plus principalement dans la mer rouge, le golfe persique et du Japon à l'Australie et la Nouvelle-Zélande . Il est également retrouvé dans le Pacifique de l'Est, à Hawaï et au large du Mexique (sur l'île de Socorro).

## Biologie
Présent dans les eaux côtières et océaniques à au moins 87 m, la température idéale pour le maquereau tacheté est en moyenne de 18,7 °C (10.8 - 24.3 °C) . 
Ce sont des carnivores , ils mangent du zooplancton, en filtrant les copépodes et autres crustacés . Les adultes se nourrissent également de petits poissons pélagiques et de calmars. 
En raison de leurs habitudes alimentaires et de leurs modes de vie diurnes , les maquereaux ont développé de grands yeux avec une plus grande sensibilité dans la rétine.
Le frai est réalisé le long de la côte sud pendant les mois de printemps et d'été et toute l'année sur la côte est . En Nouvelle-Galles du sud, ils pondent environ à 10 km de la côte à une profondeur de 100 à 125 m. Les courants des eaux de l'Australie orientale peuvent transporter les œufs et les larves bien plus loin, ce qui élargit la zone dans laquelle se trouvent les maquereaux tachetés. Cependant, plus les œufs et les larves sont emportés par le courant et plus la chance de survie diminue. Les périodes d'incubation varient de 3 à 8 jours avec des températures chaudes et sont plus longues si celles-ci sont plus froides. Ils peuvent vivre jusqu'à 7 ans, mais vivent généralement entre 1 et 3 ans.
Les maquereaux forment des grands bancs (ou écoles) composés d'un mélanges de poissons de différents âges .

## Utilisations par l'homme
Il n'est pas dangereux pour l'homme . Il est capturé par des pêcheurs pour le loisir ou pour le commerce avec des filets encerclants, jusqu'à 265 m de profondeur.  La pêche commerciale a principalement lieu dans l'est de l'Australie et en Tasmanie, ce sont surtout les jeunes de 2-3 ans qui sont pêchés . Il peut être commercialisé frais, salé-séché, fumé, en conserve ou congelé . Il peut également servir d'appât pour la pêche de plus gros poissons, notamment en Nouvelle-Galles du sud . Entre 300 et 500 millions de tonnes de maquereaux tachetés sont pêchés par an depuis les années 80.

## Conservation
Dans la liste rouge de l'UICN, ce poisson a un statut de préoccupation mineure pour sa conservation car il ne remplit pas les critères d'une catégorie de risque plus élevé . 
Leur vulnérabilité est modérée . Ils sont consommés par l'homme et servent d'appâts ou de nourriture pour les grands poissons pélagiques comme les thons et les mammifères marins tels que les dauphins et les otaries .